# Masiela Lusha
Masiela Lusha (Tirana, 23 ottobre 1985) è un'attrice, produttrice cinematografica e poetessa statunitense, di origine albanese.

## Filmografia

### Cinema
- Il tempo della cometa (Koha e kometës), regia di Fatmir Koçi (2008)
- The Last Vampire - Creature nel buio, (ラスト・ブラッド Rasuto Buraddo), regia di Chris Nahon (2009)
- Kill Katie Malone, regia di Carlos Ramos Jr (2009)
- Fatal Instinct, regia di Luciano Saber (2014)
- Branded, regia di Phil Gorn (2017)

### Televisione
- Lizzie McGuire – serie TV - 1 episodio (2001)
- George Lopez – serie TV - 101 episodi (2002-2007)
- Clifford's Puppy Days – serie TV - 46 episodi (2003-2005)
- Law & Order: Criminal Intent – serie TV - 1 episodio (2006)
- Anger Management – serie TV - 1 episodio (2014)
- Sharknado 4 (Sharknado: The 4th Awakens) - film tv, regia di Anthony Ferrante (2016)
- Lopez – serie TV - 1 episodio (2017)
- Sharknado 5 (Sharknado 5: Global Swarming) - film tv, regia di Anthony Ferrante (2017)

## Doppiatrici italiane
- Tiziana Martello in Law & Order: Criminal Intent

## Opere

### Poesia
- Inner Thoughts (1999)
- Drinking the Moon (2005)
- Amore Celeste (2009)
- The Call (2010)

### Prosa
- The Besa (2008)

### Libri per bambini
- Boopity Boop Writes Her First Poem (2010)
- Boopity Boop Goes to Hawaii (2011)

## Riconoscimenti
- Young Artist Award
  - 2003 – Miglior giovane attrice protagonista in una serie TV per George Lopez
  - 2004 – Candidatutera per il miglior doppiaggio di una giovane attrice per Clifford's Puppy Days
  - 2004 – Miglior giovane attrice protagonista in una serie TV per George Lopez